# Veerst Sogn
Veerst Sogn er et sogn i Malt Provsti (Ribe Stift).
I 1800-tallet var Bække Sogn anneks til Veerst Sogn. Begge sogne hørte til Anst Herred i Ribe Amt. Inden 1814 var de lagt sammen. Veerst-Bække sognekommune blev ved kommunalreformen i 1970 indlemmet i Vejen Kommune.
I Veerst Sogn ligger Veerst Kirke, opført i 1896 som erstatning for en faldefærdig romansk granitkirke og på samme sted.
I Veerst Sogn findes følgende autoriserede stednavne:
- Veerst (bebyggelse, ejerlav)
- Veerstskov (bebyggelse)
- Vester Torsted (bebyggelse, ejerlav)
- Vester Torsted Udflyttere (bebyggelse)

## Historie
De første arkæologiske spor efter mennesker i Veerst sogn er fra jernalderen. Veerst kirke er fra omkring 1150, og der er også spor efter en nedrevet kirke i sognet. I vikingetiden og middelalderen havde sognet en handelsmæssig fordel, da det lå tæt ved Hærvejen. Efter reformationen kender vi præsternes navne. Særlig bemærkelsesværdig er præsten Mads Staffensen Veerst (også kaldet Mads Buch), som i 1635 myrdede en præstekollega i Veerst præstegård efter en diskussion om 20 daler. Sognet har flere gange været ramt af sygdomme og krig. Især Kejserkrigen, Torstensonkrigen og Karl Gustav-krigene i 1600-tallet var hårde og affolkede til tider sognet.